# Division 2 1966/67
Die Division 2 1966/67 war die 28. Austragung der zweithöchsten französischen Fußballliga. Zweitligameister wurde der AC Ajaccio.

## Vereine
Teilnahmeberechtigt waren die 14 Vereine, die nach der vorangegangenen Spielzeit weder in die erste Division aufgestiegen waren noch ihre Lizenz – freiwillig oder gezwungen – abgegeben hatten; dazu kamen zwei Erstligaabsteiger sowie zwei Klubs, die zu dieser Spielzeit eine neue Profilizenz erhielten.
Somit spielten in dieser Saison folgende 18 Mannschaften um die Meisterschaft der Division 2:
- zwei Mannschaften aus dem äußersten Norden (US Boulogne, Neuling US Dunkerque),
- zwei aus Paris beziehungsweise der Champagne (Absteiger Red Star Olympique, Neuling Entente AC Chaumont),
- zwei aus dem Nordosten (FC Metz, Racing Club Franc-Comtois Besançon),
- drei aus dem Westen (AS Cherbourg, FC Limoges, AS Angoulême),
- sieben aus dem Süden (FC Grenoble, AS Béziers, SO Montpellier, Olympique Avignon, AS Aix, SC Toulon, Absteiger AS Cannes),
- zwei aus Korsika (AC Ajaccio, SEC Bastia).

Einen direkten Auf- und Abstieg in Abhängigkeit vom sportlich erzielten Ergebnis gab es lediglich zwischen erster und zweiter Profi-Division; nach dem Zweiten Weltkrieg war über einige Jahre ein Abstieg in die dritthöchste Spielklasse eingeführt worden, der allerdings inzwischen nicht mehr in Kraft war. Ein Zweitdivisionär konnte also alleine in dem Fall absteigen, dass er seine Lizenz abgab oder sie ihm entzogen wurde. Bisherige Amateurmannschaften hingegen konnten auch weiterhin nur dann zur folgenden Saison in die Division 2 aufsteigen, wenn sie vom zuständigen Verband FFF die Genehmigung erhielten, professionellen Status anzunehmen.
Auch in dieser Saison gab es eine Relegation zwischen den am schlechtesten platzierten Erstligisten, die nicht direkt abstiegen, und den besten, nicht direkt aufstiegsberechtigten Zweitligisten.

## Saisonverlauf
Jede Mannschaft trug gegen jeden Gruppengegner ein Hin- und ein Rückspiel aus, einmal vor eigenem Publikum und einmal auswärts. Es galt die Zwei-Punkte-Regel; bei Punktgleichheit gab die Tordifferenz den Ausschlag für die Platzierung. In Frankreich wird bei der Angabe des Punktverhältnisses ausschließlich die Zahl der Pluspunkte genannt; hier geschieht dies in der in Deutschland zu Zeiten der 2-Punkte-Regel üblichen Notation.
Um den Aufstieg spielten zwei Teams aus Korsika mit – worin Ajaccio auch erfolgreich war, während Bastia wie schon im Vorjahr in den Barrages scheiterte –, die beide erst zwölf Monate vor Saisonbeginn den Berufsfußball eingeführt hatten. Mit Metz kehrte ein früherer, langjähriger Erstligist in die Division 1 zurück, während die beiden anderen Mannschaften, die lange um die Zweitligameisterschaft mitstritten, nämlich Aix und Béziers, in den zurückliegenden Jahren eher zu den „Kellerkindern“ der zweiten Liga gehört hatten. Am Ende des diesjährigen Abschlussklassements fanden sich die zwei Vorjahresabsteiger und die beiden Profineulinge einträglich vereint.
In den 306 Begegnungen wurden 795 Treffer erzielt; das entspricht einem Mittelwert von knapp 2,6 Toren je Spiel, womit ein neuer Negativrekord in der Ligageschichte aufgestellt wurde. Die Torjägerkrone gewann Étienne Sansonetti aus Bastia mit 23 Treffern. Nach Saisonende gab Cherbourg seinen Profistatus auf. Red Star Olympique, der Traditionsverein aus der nördlichen Pariser Banlieue, fusionierte mit dem Toulouse FC; faktisch übernahm Red Star die Südfranzosen, reihte auch etliche ihrer Spieler in den eigenen Mannschaftskader ein, trug seine Heimspiele weiterhin im Stade Bauer von Saint-Ouen aus und erwarb insbesondere Toulouses Platz in der obersten Spielklasse, während der „Téfécé“ – so die in Frankreich verbreitete Kurzbezeichnung für den Verein – sich auflöste. Zur folgenden Spielzeit kamen mit Olympique Nîmes, Stade Reims und Stade Paris FC drei Absteiger aus der Division 1 hinzu. Außerdem erteilte der Fußballverband drei Amateurklubs – dem FC Lorient, der AS Nancy sowie Bataillon Joinville, der Mannschaft der in Joinville-le-Pont beheimateten französischen Armeeeinheiten, die dort insbesondere in den 1950er Jahren ein Bataillon speziell für Profifußballer unterhalten hatten – eine neue Profilizenz, so dass die zweite Division mit 19 Teilnehmern ausgetragen werden sollte. Allerdings zog sich Stade Paris am Ende der Sommerpause doch noch ins Amateurlager zurück.

## Abschlusstabelle
| Pl. | Verein                   | Sp. | S  | U  | N  | Tore    | Diff. | Punkte |
| --- | ------------------------ | --- | -- | -- | -- | ------- | ----- | ------ |
| 1.  | AC Ajaccio (N)           | 34  | 18 | 10 | 6  | 052:260 | +26   | 46:22  |
| 2.  | FC Metz                  | 34  | 17 | 10 | 7  | 046:260 | +20   | 44:24  |
| 3.  | SEC Bastia               | 34  | 19 | 6  | 9  | 048:340 | +14   | 44:24  |
| 4.  | AS Aix                   | 34  | 15 | 13 | 6  | 059:240 | +35   | 43:25  |
| 5.  | AS Béziers               | 34  | 16 | 9  | 9  | 046:460 | ±0    | 41:27  |
| 6.  | Olympique Avignon        | 34  | 14 | 9  | 11 | 051:370 | +14   | 37:31  |
| 7.  | SC Toulon                | 34  | 15 | 7  | 12 | 045:440 | +1    | 37:31  |
| 8.  | AS Angoulême             | 34  | 15 | 6  | 13 | 048:350 | +13   | 36:32  |
| 9.  | AS Cherbourg             | 34  | 12 | 11 | 11 | 047:520 | −5    | 35:33  |
| 10. | FC Grenoble              | 34  | 11 | 11 | 12 | 044:380 | +6    | 33:35  |
| 11. | FC Limoges               | 34  | 10 | 12 | 12 | 048:500 | −2    | 32:36  |
| 12. | Racing FC Besançon       | 34  | 12 | 6  | 16 | 043:580 | −15   | 30:38  |
| 13. | US Boulogne              | 34  | 10 | 8  | 16 | 039:540 | −15   | 28:40  |
| 14. | US Dunkerque (N)         | 34  | 11 | 6  | 17 | 038:650 | −27   | 28:40  |
| 15. | AS Cannes (A)            | 34  | 8  | 11 | 15 | 038:560 | −18   | 27:41  |
| 16. | Red Star Olympique (A) 1 | 34  | 9  | 8  | 17 | 032:490 | −17   | 26:42  |
| 17. | SO Montpellier           | 34  | 8  | 8  | 18 | 032:460 | −14   | 24:44  |
| 18. | EAC Chaumont (N)         | 34  | 8  | 5  | 21 | 039:550 | −16   | 21:47  |

Platzierungskriterien: 1. Punkte – 2. Tordifferenz – 3. geschossene Tore

| (A) | Absteiger aus der Division 1 1965/66 |
| (N) | Neuaufsteiger                        |

## Relegationsrunde
Die Zweitdivisionäre trugen je zwei Barrages gegen die beiden Teilnehmer aus der ersten Division aus; Begegnungen zwischen Mannschaften aus der gleichen Liga gab es also nicht. Die beiden bestplatzierten Teams spielten in der folgenden Saison in der Division 1.
| Pl. | Verein               | Sp. | S | U | N | Tore    | Diff. | Punkte |
| --- | -------------------- | --- | - | - | - | ------- | ----- | ------ |
| 1.  | AS Aix (D2)          | 4   | 1 | 3 | 0 | 007:500 | +2    | 05:30  |
| 2.  | Toulouse FC (D1)     | 4   | 2 | 1 | 1 | 003:300 | ±0    | 05:30  |
| 3.  | Olympique Nîmes (D1) | 4   | 1 | 2 | 1 | 007:600 | +1    | 04:40  |
| 4.  | SEC Bastia (D2)      | 4   | 1 | 0 | 3 | 002:500 | −3    | 02:60  |

|                 | AIX | TOU | NÎM | BAS |
| AS Aix          |     | 2:0 | 2:2 | –   |
| Toulouse FC     | 1:1 |     | –   | 1:0 |
| Olympique Nîmes | 2:2 | –   |     | 3:1 |
| SEC Bastia      | –   | 0:1 | 1:0 |     |